# فهرست موضوعات بنیادی مثلثات
فهرست زیر برای مرور موضوعات مربوط به مثلثات فراهم شده‌است:
مثلثات، شاخه‌ای از ریاضیات است که به مطالعه رابطه‌های میان اضلاع و زاویه‌های مثلث‌ها می‌پردازد. برای این منظور، توابع مثلثاتی تعریف می‌شوند که روابط یادشده را توضیح می‌دهند و در پدیده‌های تناوبی مانند موج، کاربرد دارند.

## پایه
- هندسه
- زاویه
- نسبت

## مثلثات
- مثلثات
- تابع‌های مثلثاتی
- فهرست اتحادهای مثلثاتی
- فرمول اویلر

## دانشمندانی که به گسترش مثلثات کمک کرده‌اند
- هیپارکوس
- فیثاغورس
- اقلیدس
- ارشمیدس
- بطلمیوس
- آریابهاتا

## تاریخ مثلثات
- تاریخ مثلثات
- ستاره‌شناسی یونان
- ستاره‌شناسی هند

## زمینه های کاربرد مثلثات
- آکوستیک
- معماری
- ستاره‌شناسی
- زیست‌شناسی
- نقشه‌برداری
- شیمی
- مهندسی عمران
- گرافیک رایانه‌ای
- رمزنگاری
- بلورشناسی
- اقتصاد
- مهندسی الکترونیک
- الکترونیک
- توسعه بازی
- ژئودزی
- مهندسی مکانیک
- عکسبرداری پزشکی
- هواشناسی
- نظریه موسیقی
- نظریه اعداد
- اقیانوس‌شناسی
- اپتیک
- داروسازی
- آواشناسی
- علوم فیزیکی
- نظریه احتمال
- لرزه‌شناسی
- آمار
- نقشه‌برداری

## مثلثات در حسابان
- تابع‌های وارون مثلثاتی
- فهرست انتگرال تابع‌های مثلثاتی
- انتگرال مثلثاتی
- جانشینی مثلثاتی
- کاربردها
  - تبدیل فوریه
  - معادله موج

## فهرست‌ها
- فهرست انتگرال تابع‌های مثلثاتی
- فهرست انتگرال تابع‌های وارون مثلثاتی
- فهرست اتحادهای مثلثاتی
- جدول نمادهای ریاضی